# VolAlto 2.0 Caserta
VolAlto 2.0 Caserta – włoski klub siatkarski kobiet, powstały w 2006 w Casercie. Klub od sezonu 2019/2020 występuje w rozgrywkach Serie A.

## Kadra

### Sezon 2019/2020[3]
| Nr | Imię i nazwisko                        | Data ur. | Wzrost | Pozycja      |
| -- | -------------------------------------- | -------- | ------ | ------------ |
| 1  | Rhamat Alhassan (do 27.12.2019)        | 1996     | 195    | środkowa     |
| 3  | Ludovica Dalia                         | 1984     | 182    | rozgrywająca |
| 4  | Alessia Ameri                          | 1985     | 175    | libero       |
| 5  | Jana Franziska Poll (do 28.12.2019)    | 1988     | 185    | przyjmująca  |
| 6  | Katharina Holzer (do 27.12.2019)       | 1998     | 186    | przyjmująca  |
| 7  | Alessia Ghilardi                       | 1979     | 163    | libero       |
| 8  | Áurea Cruz (do 21.01.2020)             | 1982     | 183    | przyjmująca  |
| 9  | Alexa Gray (do 16.01.2020)             | 1994     | 185    | przyjmująca  |
| 11 | Leanny Castañeda Simón (do 20.02.2020) | 1986     | 188    | atakująca    |
| 15 | Deja Harris (od 23.01.2020)            | 1996     | 188    | środkowa     |
| 17 | Ambra Trevisiol (od 15.01.2020)        | 1992     | 173    | rozgrywająca |
| 18 | Ilaria Garzaro (do 24.01.2020)         | 1986     | 190    | środkowa     |
| 33 | Marta Bechis (do 27.12.2019)           | 1989     | 181    | rozgrywająca |

### Sezon 2018/2019[4]
| Nr | Imię i nazwisko           | Data ur. | Wzrost | Pozycja      |
| -- | ------------------------- | -------- | ------ | ------------ |
| 3  | Ludovica Dalia            | 1984     | 182    | rozgrywająca |
| 6  | Rebeka Fucka              | 1999     | 190    | środkowa     |
| 7  | Alessia Ghilardi          | 1979     | 163    | libero       |
| 8  | Marianna Maggipinto       | 1996     | 164    | libero       |
| 9  | Linda Giugovaz            | 2000     | 182    | przyjmująca  |
| 10 | Laura Frigo               | 1990     | 185    | środkowa     |
| 11 | Vittoria Repice           | 1986     | 185    | środkowa     |
| 13 | Giulia Melli              | 1998     | 184    | przyjmująca  |
| 14 | Elisa Cella               | 1982     | 186    | przyjmująca  |
| 15 | Maria José Pérez González | 1988     | 188    | atakująca    |
| 17 | Ambra Trevisiol           | 1992     | 173    | rozgrywająca |
| 18 | Tereza Matuszková         | 1982     | 192    | atakująca    |